# Manuel Domingos Vicente
Manuel Domingos Vicente (Luanda, 15 de maio de 1956) é um político angolano, ex-vice-presidente de setembro de 2012 a setembro de 2017.
Até janeiro de 2012, foi presidente do Conselho de Administração da Sonangol, uma empresa estatal angolana de petróleo. A 30 de janeiro de 2012, Manuel Vicente foi exonerado pelo chefe de Estado, José Eduardo dos Santos, do cargo que detinha na Sonangol para assumir a chefia  do então Ministério de Estado e da Coordenação Económica.

## Educação
Manuel Vicente iniciou o ensino primário e secundário na Missão de São Domingos. Porém, foi obrigado a interrompê-los devido a problemas financeiros, durante um ano, e a trabalhar como aprendiz de serralheiro e linotipista para ajudar a sustentar a família. Manuel Domingos Vicente acabou por se formar em engenharia eletrotécnica (sistemas de potência) pela Universidade Agostinho Neto em Luanda, em 1983.
Em 1985, formou-se nos cursos de subestação e linhas de transmissão na empresa Furnas, no Brasil, e nos cursos de gestão de empresas petrolíferas, comercialização do petróleo e seus derivados e economia das operações petrolíferas no Instituto de Petróleos (Institute of Petroleum), em Londres, no ano de 1991. Também formou-se em análise de risco e decisão na indústria petrolífera, na OGCI, em Calgary, no ano de 1992, e em economia de petróleos na mesma instituição em Londres, no ano de 1992.

## Carreira
De 1981 a 1987 chefiou a divisão de engenharia da Sociedade Nacional de Estudos e Financiamento (Sonefe), tendo de 1987 a 1991 dirigido um departamento técnico do Ministério da Energia e Petróleos. Em 1991, Manuel Vicente foi nomeado diretor adjunto da Sonangol U.E.E., cargo que exerceu até 1998. Em 1999 foi nomeado pelo decreto n.º 20/99 do conselho de ministros, presidente do Conselho de Administração da Sonangol E.P., cargo que exerceu até 2012.
Durante o seu mandato na petrolífera angolana, foi em simultâneo, consultor do Gabinete de Aproveitamento do Médio Kwanza (GAMEK), no sector elétrico, vice-presidente da Fundação Eduardo dos Santos e presidente da empresa telefónica Unitel. A 30 de janeiro de 2012, pelo decreto presidencial, foi nomeado ministro de Estado e da Coordenação Económica. Concorreu às eleições gerais como número dois da lista do Movimento Popular de Libertação de Angola (MPLA), o partido de José Eduardo dos Santos, tendo tomado posse como vice-presidente a 26 de setembro de 2012.

Em novembro de 2014, Manuel Vicente foi distinguido com o troféu comemorativo dos Prémios Sirius, pela empresa multinacional Deloitte.